# 泰国蝘蜓
泰国蝘蜓（学名：Lygosoma siamensis），一种分布于东南亚中南半岛、马来半岛及中国海南岛等地区的爬行动物，隶属于石龙子科蝘蜓属。模式产地为泰国北大年府。